# Patrice Laliberté
Patrice Laliberté est un réalisateur et scénariste de cinéma et de télévision canadien originaire du Québec. 
Il est connu pour son court métrage Viaduc de 2015, qui remporte le prix du meilleur court métrage canadien au Festival international du film de Toronto 2015. Il est aussi sélectionné dans la catégorie du meilleur court métrage de fiction lors de la 4e édition des Prix Écrans canadiens.
Il a également réalisé les courts métrages Je t'aime à la livre (2009), Laisser don'faire (2011), Le souffle que l'on retient (2014), Le cycle des moteurs (2014) et Drame de fin de soirée (2016) et les webséries La Boîte à malle (2012) et Gamer(s) (saison 1 en 2017, saison 2 en 2020).
Son long-métrage Jusqu'au déclin est le premier long-métrage québécois à être distribué en tant que film original Netflix. Le film est présenté en première aux Rendez-vous Québec Cinéma en février 2020 avant son lancement sur Netflix. Il produit le film avec sa société Couronne Nord.
Son deuxième long-métrage Très Belle Journée, tourné avec un smartphone, sort en 2022.
Il travaille actuellement à l'adaptation du roman québécois Tout est ori avec son auteur Paul Serge Forest et Guillaume Laurin.